# Is This Real?
Is This Real? — дебютный студийный альбом американской панк-рок-группы Wipers, вышедший в 1980 году.

## Запись
Группа записала альбом практически «вживую» на четырёхдорожечный магнитофон на своей репетиционной точке. Лейбл Park Avenue Records согласился выпустить пластинку, но только с условием, что Wipers запишут всё заново в профессиональной студии. Альбом был перезаписан на 16-дорожечный магнитофон. Результатом стала довольно высококачественная запись, которая, однако, не совсем вмещалась в категории панк-рока того времени. В своём позднем интервью Сэйдж замечал: «Мы не были настоящей панк-группой… Мы не хотели, чтобы нас как-то классифицировали… Когда мы выпустили Is This Real?, он совершенно не подходил ни под какие стандарты панка, ни одна из наших записей не подходила. Теперь же девять, десять лет спустя люди говорят: „Да, это панк-классика 80-х“».
В Is This Real? присутствует тот характерный стиль и звучание, которое будет отличать Wipers на протяжении всей её карьеры: «грязная», перегруженная гитара (через 10 лет такой саунд станет фирменным для гранжа); мелодии — не агрессивные, как у «обычных» панков, а полные тревоги, разочарования, апатии и отчаяния; тексты Сэйджа, не политизированные и «призывающие к действиям», а рассказывающие о социальной изоляции, смущении, фрустрации и непонимании (ещё одна «фишка» гранжа); и его великолепная игра на гитаре (позже Сэйджа даже стали называть «Джими Хендриксом от панк-рока»).

## Список композиций
1. «Return of the Rat»
2. «Mystery»
3. «Up Front»
4. «Let’s Go Away»
5. «Is This Real?»
6. «Tragedy»
7. «Alien Boy»
8. «D-7»
9. «Potential Suicide»
10. «Don’t Know What I Am»
11. «Window Shop For Love»
12. «Wait A Minute»

## Участники записи
- Грег Сэйдж — гитара, вокал, музыка, тексты, продюсирование
- Дейв Коупал — бас-гитара
- Сэм Генри — ударные
- Боб Стоутенберг и Грег Сэйдж — инжиниринг, микширование

## Кавер-версии
- Группа Nirvana в 1992 году перепела две песни с альбома — «Return of the Rat» и «D-7» (эти кавер-версии изданы на бокс-сете группы With The Lights Out 2004-го года).
- Американская панк-группа Poison Idea перепела песню «Up Front» (трек включен в трибьют Fourteen Songs For Greg Sage And The Wipers 1993-го года).
- Американская гранж-группа The Mono Men из города Беллингхэм, штат Вашингтон, перепела песню «Return of the Rat» (альбом Ten Cool Ones 1996-го года).
- Британская альтернативная рок-группа My Vitriol перепела песню «Wait a Minute» (альбом Finelines 2001-го года, трек находится на бонусном диске Between The Lines переиздания 2002-го года).